# Helmut Hildebrandt
Helmut Hildebrandt (* 23. November 1931 in Berlin; † 28. Mai 2010 ebenda) war ein Berliner Politiker (SPD).

## Leben
Hildebrandt gehörte von 1971 bis 1981 dem Landesvorstand der Berliner SPD an und war von 1979 bis 1995 Mitglied des Abgeordnetenhauses von Berlin.
In den Jahren 1946 bis 1949 erlernte Hildebrandt das Kürschnerhandwerk. 1952 schlug er eine Laufbahn bei der Polizei ein und holte 1962 an der Abendschule das Abitur nach. Ein Studium der Sozialwissenschaften beendete er 1976 mit der Magisterprüfung. 
Hildebrandt gehörte von 1965 an dem SPD-Kreisverband Reinickendorf an.